# Дјаманте
Дјаманте (итал. Diamante) је насеље у Италији у округу Козенца, региону Калабрија.
Према процени из 2011. у насељу је живело 3101 становника. Насеље се налази на надморској висини од 43 м.

## Становништво
| 1951. | 1961. | 1971. | 1981. | 1991. | 2001. | 2011. |
| ----- | ----- | ----- | ----- | ----- | ----- | ----- |
| 4.242 | 4.541 | 4.808 | 1.881 | 4.953 | 5.091 | 5.055 |